# Talla, Arezzo
Talla är en ort och kommun i provinsen Arezzo i regionen Toscana i Italien. Kommunen hade 1 014 invånare (2018).